# Paradisiaque (chanson)
Paradisiaque est une chanson de MC Solaar, paru sur l'album du même nom, en 1997. Titre d'ouverture de l'album après l'introduction de 32 secondes, Paradisiaque sample la chanson Love Hangover, de Diana Ross (1976).

## Classements
| Charts                                  | Position |
| --------------------------------------- | -------- |
| Belgique (Wallonie Ultratop 50 Singles) | 28       |
| France (SNEP)                           | 41       |